# فرنسيس روني
فرنسيس روني (بالإنجليزية: Francis Rooney)‏ هو دبلوماسي ومسير أعمال وسياسي أمريكي، ولد في 4 ديسمبر 1953 في الولايات المتحدة. حزبياً، نشط في الحزب الجمهوري. في انتخابات مجلس النواب الأمريكي 2016، انتخب عضو مجلس النواب الأمريكي عن دائرة الدائرة الكونغرسية التاسعة عشر لفلوريدا ‏ وقد انضم خلال فترته النيابية ‏ (3 يناير 2017 – 3 يناير 2019)  للكتلة البرلمانية الحزب الجمهوري وانتخب عضو مجلس النواب الأمريكي وانتخب سفير لدى الكرسي الرسولي (2005 – 2008).

## وصلات خارجية
- الموقع الرسمي